# Sébastien Grosjean
Pour les articles homonymes, voir Grosjean.
Sébastien Grosjean, né le 29 mai 1978 à Marseille, est un joueur et entraîneur de tennis français.
Vainqueur de la Coupe Davis avec l'équipe de France, du Masters de Paris-Bercy, finaliste du Masters et demi-finaliste dans trois tournois du Grand Chelem, quart de finaliste aux Jeux olympiques, il a atteint la quatrième place mondiale.
Il est nommé en décembre 2018 entraîneur de l'équipe de France de Tennis, succédant à Yannick Noah, poste qu'il quitte le 23 octobre 2023 pour entraîner Arthur Fils. Cette collaboration se termine le 17 mars 2025.
Il n'a aucun lien de parenté avec le pilote automobile Romain Grosjean.

## Biographie
Dans son enfance, Sébastien Grosjean habite à Ancelle (Hautes-Alpes) où il pratique le ski, puis à Uvernet-Fours (au Pra-Loup) (Alpes-de-Haute-Provence) où il découvre le tennis. Sébastien Grosjean opte définitivement pour le tennis en 1987 ; il est alors entraîné par Sophie Banguard et Georges Bouguyon, puis par Hervé Pagano à Gap (Hautes-Alpes).

## Parcours sportif
En 1990, il intègre le tennis étude de Boulouris à Saint-Raphaël (Var), alors dirigé par Patrice Beust. Il assiste à la finale de la Coupe Davis 1991 qui l'a beaucoup marqué. En septembre 1992, il intègre l'INSEP, mais il s'adapte assez mal aux courts couverts parisiens et souffre d'un problème de croissance du genou (Maladie d'Osgood-Schlatter). L'aventure à l'INSEP se termine brutalement en mai 1994 : alors que Sébastien Grosjean est no 2 de sa catégorie, on le juge alors « trop petit » pour le tennis. Il retourne alors à Marseille où il s'entraîne avec Bernard Fritz qui lui fait apporter une modification importante en coup droit.
Et les fruits de cette collaboration ne tardent pas à venir puisque Sébastien Grosjean devient champion de France junior en 1995. En 1996, il devient champion d'Europe et du monde junior et commence à gagner ses premiers points au classement mondial : il débute alors sa carrière de joueur professionnel.
1998 est une année riche pour Sébastien. Sur le plan personnel d'abord, puisqu'il se marie avec Marie-Pierre Villani (championne de France junior de tennis en 1988), avec qui il a une fille, Lola. Sur le plan sportif également puisqu'il fait ses débuts en équipe de France de Coupe Davis à Tel Aviv comme remplaçant.
Par la suite tout va aller très vite, en 1999 il se fixe comme objectif de finir dans les 50 premiers mondiaux, et c'est déjà le cas après une finale dans le Masters Series de Key Biscayne en avril. Il fait également une brillante campagne de Coupe Davis avec l'équipe de France, battue seulement en finale par l'Australie.
En 2000, il gagne son premier tournoi à Nottingham. Il lui manque alors encore une performance en Grand Chelem, ce qu'il réalise dès le début de l'année 2001 avec une demi-finale à l'Open d'Australie. Il passe même à un point de la finale en manquant 2 balles de matchs, mais perd contre Arnaud Clément alors qu'il menait 2 sets à 0. Toutefois la logique fut respectée puisqu'il était classé 19e et Clément 18e mondial. Il restait sur une confrontation de 0 victoire à 2 face à Clément. Grosjean a battu la tête de série no 5 tandis que Clément le no 4. et Cette saison sera également marquée par une autre demi-finale à Roland-Garros (au passage, il bat Andre Agassi en quarts), et une première victoire en Masters Series à Paris (contre Ievgueni Kafelnikov). Enfin, il conclut cette année exceptionnelle en beauté par une finale au Masters (il bat Patrick Rafter et Andre Agassi avant de perdre contre Lleyton Hewitt) et une victoire en Coupe Davis (même s'il perd ses 2 simples contre Patrick Rafter et Lleyton Hewitt). Il finit l'année 6e mondial et devient logiquement no 1 français.
En 2002, sur le plan tennis, l'année est moins riche malgré un quart de finale à Roland-Garros et une finale de Coupe Davis perdue à Bercy contre la Russie. À cette occasion, il domine Ievgueni Kafelnikov mais ne peut rien faire contre Marat Safin.
Il retrouve le top 10 mondial en 2003 grâce notamment à un quart à l'Open d'Australie et une demi-finale à Wimbledon.
Il réédite ces deux performances en 2004 mais, moins régulier dans les autres tournois et souvent handicapé par des blessures, il commence à chuter dans la hiérarchie. Ses principales performances suivantes en Grand Chelem sont deux quarts de finale, à Wimbledon en 2005 et à l'Open d'Australie en 2006.
En 2007, à l'Open d'Australie, il rate les huitièmes de finale de 3 balles de matchs, contre David Nalbandian (7-5, 6-4, 6-7(4), 4-6, 1-6). Malgré une saison plutôt pâle, il parvient à remporter un nouveau titre sur le circuit, son premier depuis 2002, à Lyon face au Français Marc Gicquel (7-6, 6-4). Il réalise même son premier doublé en remportant aussi le tournoi en double aux côtés de Jo-Wilfried Tsonga (qu'il avait battu en demi-finale du simple).
Sébastien Grosjean était le dernier Français à avoir remporté un Masters Series jusqu'à 2008. Jo-Wilfried Tsonga lui a alors succédé en remportant l'Open de Paris-Bercy à son tour.
Sa saison 2008 a été catastrophique en raison de problèmes récurrents à l'épaule droite. Après une rééducation sans effets à Saint-Raphaël, il a dû se résoudre à être opéré en décembre 2008 en raison d'un tendon abîmé. L'opération s'étant déroulée comme prévu, il reprend la compétition en juin 2009 lors des tournois de préparation à Wimbledon mais il manquera ce dernier car il n'est pas encore apte à jouer. Il revient en fin d'année pour la saison indoor où il affiche un bilan négatif de 1 victoire pour 4 défaites. À l'Open de Moselle, il bat notamment le joueur français Nicolas Mahut au premier tour. Au deuxième tour, il est éliminé par Gaël Monfils, 13e mondial.
Le 27 mai 2010, il annonce prendre avec effet immédiat sa retraite sportive après l'avoir initialement prévu au terme de la saison. À la suite de cette blessure à l'épaule, il ne se sent plus compétitif et préfère arrêter sa carrière.

## Après sa carrière de joueur
À la fin de sa carrière sportive, il enchaîne les expériences dans différents domaines que ce soit l’événementiel, les médias ou des activités de coaching. Il a créé en 2009 la Fondation Sébastien Grosjean sous l'égide de la Fondation de France. Cette fondation lutte contre les maladies orphelines, à la fois en soutenant la recherche et en menant des activités de sensibilisation, en s'entourant de personnalités.
Il devient consultant pour plusieurs chaînes de télévisions suivant l'attribution des droits de retransmission. Il commence à commenter des matchs sur la chaîne Orange puis sur Canal+ et sur beIN Sports à partir de 2014.
Il assume des fonctions d'ambassadeur à l'Open d'Orléans depuis 2010 et a participé à la création du trophée des alpilles à Saint-Rémy-de-Provence.
À partir de la saison 2011, il est le coentraîneur de Richard Gasquet en le conseillant sur une période de 8 à 10 semaines en association avec Ricardo Piatti. Puis, à partir de la saison 2014, il assure cette fonction en collaboration avec Sergi Bruguera qui a remplacé l’entraîneur italien auprès du joueur français. Il cesse d’entraîner le joueur à la fin de la saison 2016.

### Directeur de tournois et capitaine de l'équipe de France
En juillet 2015, il est nommé directeur du tournoi de Montpellier en remplacement de Patrice Dominguez décédé.
En 2015, avec des associés dont l'homme d'affaires belge Kristoff Puelinckx, il rachète la date du tournoi tenu jusque-là à Valence (Espagne) pour relancer un tournoi à Anvers à partir de 2016.
Il est nommé en décembre 2018 entraîneur de l'équipe de France de Tennis, succédant à Yannick Noah.
Le 23 octobre 2023, la FFT annonce dans un communiqué que Sébastien Grosjean quitte son poste de capitaine de l’équipe nationale pour devenir l’entraîneur d’Arthur Fils, fonction qu'il occupe jusqu'au 17 mars 2025.

## Style de jeu
Sébastien Grosjean joue un jeu d'attaquant de fond du court, pratiquant le revers à deux mains et concluant souvent ses points par des coups droits d'attaque qui constituaient sa principale arme offensive. C'est un joueur très dynamique possédant un jeu orienté vers l'attaque grâce à son jeu de jambe de grande qualité. Il possède aussi de grandes qualités de contreur qui lui permettent de souvent surprendre son adversaire en bout de course. Son revers frappé à plat avec une préparation courte est aussi un grand atout dans son jeu. Dans son évolution tennistique, Sébastien a su tirer profit d'une variation plus fréquente entre son revers à plat et son revers coupé à une main. Son jeu à la volée est aussi excellent, ce qui lui permet d'y monter à bon escient. Son service s'est bonifié avec le temps, en vitesse et en précision. Sa première balle dépasse souvent les 200 km/h et sa seconde balle est servie avec beaucoup d'effet slicé.

## Vie privée
Il habite actuellement en Floride à Boca Raton avec sa femme et ses trois enfants.
Sa fille Sam est elle-même joueuse de tennis.

## Palmarès

### Titres en simple messieurs
| No | Date       | Nom et lieu du tournoi                 | Catégorie      | Dotation    | Surface         | Finaliste           | Score              |          |
| -- | ---------- | -------------------------------------- | -------------- | ----------- | --------------- | ------------------- | ------------------ | -------- |
| 1  | 19-06-2000 | The Nottingham Open, Nottingham        | Int' Series    | 350 000 $   | Gazon (ext.)    | Byron Black         | 7-67, 6-3          | Parcours |
| 2  | 29-10-2001 | BNP Paribas Masters, Paris             | Masters Series | 2 450 000 $ | Moquette (int.) | Ievgueni Kafelnikov | 7-6, 6-1, 6-7, 6-4 | Parcours |
| 3  | 21-10-2002 | St. Petersburg Open, Saint-Pétersbourg | Int' Series    | 975 000 $   | Dur (int.)      | Mikhail Youzhny     | 7-5, 6-4           | Parcours |
| 4  | 22-10-2007 | Grand Prix de tennis de Lyon, Lyon     | Int' Series    | 775 000 $   | Moquette (int.) | Marc Gicquel        | 7-65, 6-4          | Parcours |

### Finales en simple messieurs
| No | Date       | Nom et lieu du tournoi                    | Catégorie   | Dotation    | Surface      | Vainqueur           | Score              |          |
| -- | ---------- | ----------------------------------------- | ----------- | ----------- | ------------ | ------------------- | ------------------ | -------- |
| 1  | 18-03-1999 | Lipton Championships, Key Biscayne        | Super 9     | 2 450 000 $ | Dur (ext.)   | Richard Krajicek    | 4-6, 6-1, 6-2, 7-5 | Parcours |
| 2  | 26-04-1999 | AT&T Tennis Challenge, Atlanta            | Int' Series | 325 000 $   | Terre (ext.) | Stefan Koubek       | 6-1, 6-2           | Parcours |
| 3  | 10-04-2000 | Grand-Prix Hassan II, Casablanca          | Int' Series | 325 000 $   | Terre (ext.) | Fernando Vicente    | 6-4, 4-6, 7-63     | Parcours |
| 4  | 12-02-2001 | Open 13, Marseille                        | Int' Series | 475 000 $   | Dur (int.)   | Ievgueni Kafelnikov | 7-6, 6-2           | Parcours |
| 5  | 12-11-2001 | Tennis Masters Cup, Sydney                | Masters     | 3 700 000 $ | Dur (int.)   | Lleyton Hewitt      | 6-3, 6-3, 6-4      | Parcours |
| 6  | 09-06-2003 | The Stella Artois Championships, Londres  | Int' Series | 800 000 $   | Gazon (ext.) | Andy Roddick        | 6-3, 6-3           | Parcours |
| 7  | 29-09-2003 | AIG Japan Open Championships, Tokyo       | Series Gold | 665 000 $   | Dur (ext.)   | Rainer Schüttler    | 7-65, 6-2          | Parcours |
| 8  | 07-06-2004 | The Stella Artois Championships, Londres  | Int' Series | 767 000 $   | Gazon (ext.) | Andy Roddick        | 7-64, 6-4          | Parcours |
| 9  | 18-04-2005 | US Men's Clay Court Championship, Houston | Int' Series | 355 000 $   | Terre (ext.) | Andy Roddick        | 6-2, 6-2           | Parcours |

### Titres en double messieurs
| No | Date       | Nom et lieu du tournoi            | Catégorie      | Dotation    | Surface         | Partenaire         | Finalistes                      | Score         |          |
| -- | ---------- | --------------------------------- | -------------- | ----------- | --------------- | ------------------ | ------------------------------- | ------------- | -------- |
| 1  | 10-04-2000 | Grand-Prix Hassan II Casablanca   | Int' Series    | 325 000 $   | Terre (ext.)    | Arnaud Clément     | Lars Burgsmüller Andrew Painter | 7-64, 6-4     | Parcours |
| 2  | 22-07-2002 | Mercedes-Benz Cup Los Angeles     | Int' Series    | 375 000 $   | Dur (ext.)      | Nicolas Kiefer     | Justin Gimelstob Michaël Llodra | 6-4, 6-4      | Parcours |
| 3  | 10-02-2003 | Open 13 Marseille                 | Int' Series    | 475 000 $   | Dur (int.)      | Fabrice Santoro    | Tomáš Cibulec Pavel Vízner      | 6-1, 6-4      | Parcours |
| 4  | 08-03-2004 | Pacific Life Open Indian Wells    | Masters Series | 2 529 000 $ | Dur (ext.)      | Arnaud Clément     | Wayne Black Kevin Ullyett       | 6-3, 4-6, 7-5 | Parcours |
| 5  | 22-10-2007 | Grand Prix de tennis de Lyon Lyon | Int' Series    | 775 000 $   | Moquette (int.) | Jo-Wilfried Tsonga | Łukasz Kubot Lovro Zovko        | 6-4, 6-3      | Parcours |

### Finales en double messieurs
| No | Date       | Nom et lieu du tournoi            | Catégorie   | Dotation  | Surface         | Vainqueurs                     | Partenaire     | Score     |          |
| -- | ---------- | --------------------------------- | ----------- | --------- | --------------- | ------------------------------ | -------------- | --------- | -------- |
| 1  | 08-10-2001 | Grand Prix de tennis de Lyon Lyon | Int' Series | 775 000 $ | Moquette (int.) | Daniel Nestor Nenad Zimonjić   | Arnaud Clément | 6-1, 6-2  | Parcours |
| 2  | 26-10-2009 | Grand Prix de tennis de Lyon Lyon | ATP 250     | 575 250 € | Dur (int.)      | Julien Benneteau Nicolas Mahut | Arnaud Clément | 6-4, 7-66 | Parcours |

## Parcours dans les tournois duGrand Chelem

### En simple
| Année | Open d'Australie | Open d'Australie | Internationaux de France | Internationaux de France | Wimbledon       | Wimbledon        | US Open         | US Open       |
| ----- | ---------------- | ---------------- | ------------------------ | ------------------------ | --------------- | ---------------- | --------------- | ------------- |
| 1997  | —                | —                | 1er tour (1/64)          | J. Siemerink             | Q1              | M. Tebbutt       | —               | —             |
| 1998  | Q2               | David Witt       | 1er tour (1/64)          | C. Moyà                  | 1/8 de finale   | P. Sampras       | 1er tour (1/64) | A. Agassi     |
| 1999  | 1er tour (1/64)  | B. Ulihrach      | 3e tour (1/16)           | S. Koubek                | 3e tour (1/16)  | T. Henman        | 1er tour (1/64) | F. Santoro    |
| 2000  | 3e tour (1/16)   | T. Henman        | 3e tour (1/16)           | I. Kafelnikov            | 1er tour (1/64) | J. Tarango       | 3e tour (1/16)  | M. Safin      |
| 2001  | 1/2 finale       | A. Clément       | 1/2 finale               | À. Corretja              | 3e tour (1/16)  | N. Escudé        | 1er tour (1/64) | M. Zabaleta   |
| 2002  | 2e tour (1/32)   | F. Clavet        | 1/4 de finale            | M. Safin                 | —               | —                | 2e tour (1/32)  | A. Clément    |
| 2003  | 1/4 de finale    | A. Agassi        | 2e tour (1/32)           | F. Vicente               | 1/2 finale      | M. Philippoussis | 1er tour (1/64) | R. Delgado    |
| 2004  | 1/4 de finale    | A. Agassi        | 2e tour (1/32)           | P. Starace               | 1/2 finale      | R. Federer       | 2e tour (1/32)  | T. Haas       |
| 2005  | 2e tour (1/32)   | J.-R. Lisnard    | 1/8 de finale            | R. Nadal                 | 1/4 de finale   | A. Roddick       | 3e tour (1/16)  | T. Robredo    |
| 2006  | 1/4 de finale    | N. Kiefer        | 2e tour (1/32)           | M. Vassallo              | 3e tour (1/16)  | M. Baghdatís     | 2e tour (1/32)  | Be. Becker    |
| 2007  | 3e tour (1/16)   | D. Nalbandian    | 1er tour (1/64)          | M. Baghdatís             | 2e tour (1/32)  | R. Söderling     | 3e tour (1/16)  | T. Haas       |
| 2008  | 3e tour (1/16)   | J. Blake         | —                        | —                        | 2e tour (1/32)  | R. Gasquet       | 1er tour (1/64) | P.-H. Mathieu |
| 2009  | —                | —                | —                        | —                        | —               | —                | —               | —             |
| 2010  | 1er tour (1/64)  | M. Ilhan         | —                        | —                        | —               | —                | —               | —             |

N.B. : à droite du résultat se trouve le nom de l'ultime adversaire.

### En double
| Année | Open d'Australie                                                                     | Open d'Australie                                                               | Internationaux de France                                                              | Internationaux de France | Wimbledon                                                                                  | Wimbledon                                                                          | US Open                                                                          | US Open |
| ----- | ------------------------------------------------------------------------------------ | ------------------------------------------------------------------------------ | ------------------------------------------------------------------------------------- | ------------------------ | ------------------------------------------------------------------------------------------ | ---------------------------------------------------------------------------------- | -------------------------------------------------------------------------------- | ------- |
| 1996  | —                                                                                    | —                                                                              | 1er tour (1/32) O. Mutis \|\| style="text-align:left;" \| L. Lobo J. Sánchez          | —                        | —                                                                                          | —                                                                                  | —                                                                                |         |
| 1997  | —                                                                                    | —                                                                              | 1er tour (1/32) O. Mutis \|\| style="text-align:left;" \| J. Björkman N. Kulti        | —                        | —                                                                                          | —                                                                                  | —                                                                                |         |
| 1998  | —                                                                                    | —                                                                              | 1er tour (1/32) O. Delaitre \|\| style="text-align:left;" \| W. Black S. Lareau       | —                        | —                                                                                          | —                                                                                  | —                                                                                |         |
| 1999  | —                                                                                    | —                                                                              | 1er tour (1/32) A. Di Pasquale \|\| style="text-align:left;" \| J. Björkman P. Rafter | —                        | —                                                                                          | —                                                                                  | —                                                                                |         |
| 2000  | —                                                                                    | —                                                                              | 1er tour (1/32) A. Clément \|\| style="text-align:left;" \| L. Hewitt P. Rafter       | —                        | —                                                                                          | —                                                                                  | —                                                                                |         |
| 2001  | 1/8 de finale A. Clément \|\| style="text-align:left;" \| B. Black D. Prinosil       | —                                                                              | —                                                                                     | —                        | —                                                                                          | —                                                                                  | —                                                                                |         |
| 2002  | —                                                                                    | —                                                                              | —                                                                                     | —                        | —                                                                                          | —                                                                                  | 2e tour (1/16) A. Clément \|\| style="text-align:left;" \| R. Koenig D. Prinosil |         |
| 2003  | —                                                                                    | —                                                                              | —                                                                                     | —                        | —                                                                                          | —                                                                                  | —                                                                                | —       |
| 2004  | —                                                                                    | —                                                                              | —                                                                                     | —                        | —                                                                                          | —                                                                                  | 1er tour (1/32) P.-H. Mathieu \|\| style="text-align:left;" \| J. Kerr J. Thomas |         |
| 2005  | —                                                                                    | —                                                                              | —                                                                                     | —                        | —                                                                                          | —                                                                                  | 1er tour (1/32) A. Clément \|\| style="text-align:left;" \| B. Bryan M. Bryan    |         |
| 2006  | 1er tour (1/32) R. Gasquet \|\| style="text-align:left;" \| J. Knowle J. Melzer      | —                                                                              | —                                                                                     | —                        | —                                                                                          | 1er tour (1/32) D. Toursounov \|\| style="text-align:left;" \| M. Fish F. González |                                                                                  |         |
| 2007  | 1er tour (1/32) O. Patience \|\| style="text-align:left;" \| M. Bhupathi R. Štěpánek | 1er tour (1/32) C. Saulnier \|\| style="text-align:left;" \| J. Erlich A. Ram  | —                                                                                     | —                        | 1er tour (1/32) J. Tipsarević \|\| style="text-align:left;" \| M. Fyrstenberg M. Matkowski |                                                                                    |                                                                                  |         |
| 2008  | 2e tour (1/16) J.-W. Tsonga \|\| style="text-align:left;" \| M. Damm P. Vízner       | 1er tour (1/32) G. Kuerten \|\| style="text-align:left;" \| F. Mergea H. Tecău | —                                                                                     | —                        | 1/8 de finale M. Gicquel \|\| style="text-align:left;" \| F. López F. Verdasco             |                                                                                    |                                                                                  |         |
| 2009  | —                                                                                    | —                                                                              | 1er tour (1/32) N. Lapentti \|\| style="text-align:left;" \| S. Bolelli A. Seppi      | —                        | —                                                                                          | —                                                                                  | —                                                                                |         |

N.B. : le nom du ou de la partenaire se trouve sous le résultat ; les noms des ultimes adversaires se trouvent à droite.

### En double mixte
| Année | Open d'Australie | Open d'Australie | Internationaux de France    | Internationaux de France    | Wimbledon | Wimbledon | US Open | US Open |
| ----- | ---------------- | ---------------- | --------------------------- | --------------------------- | --------- | --------- | ------- | ------- |
| 1997  | —                | —                | 1er tour (1/32) A. Mauresmo | K. Radford Scott Davis      | —         | —         | —       | —       |
| 1998  | —                | —                | 3e tour (1/8) A.-G. Sidot   | Caroline Vis J.-L. de Jager | —         | —         | —       | —       |

N.B. : le nom de la partenaire se trouve sous le résultat ; les noms des ultimes adversaires se trouvent à droite.

## Parcours dans lesMasters 1000
| Année | Indian Wells             | Miami                   | Monte-Carlo                    | Rome                         | Hambourg puis Madrid      | Canada                   | Cincinnati             | Stuttgart puis Madrid puis Shanghai | Paris                  |
| ----- | ------------------------ | ----------------------- | ------------------------------ | ---------------------------- | ------------------------- | ------------------------ | ---------------------- | ----------------------------------- | ---------------------- |
| 1998  | —                        | —                       | 2e tour C. Pioline             | —                            | —                         | —                        | 1er tour A. Costa      | —                                   | 1er tour T. Johansson  |
| 1999  | —                        | Finale R. Krajicek      | 1/8 de finale M. Philippoussis | 1er tour F. Santoro          | —                         | 2e tour M. Chang         | 1er tour N. Kiefer     | 2e tour M. Ríos                     | 1er tour T. Enqvist    |
| 2000  | 1/8 de finale M. Norman  | 3e tour P. Rafter       | 1er tour A. Medvedev           | 1er tour M. Norman           | 2e tour G. Kuerten        | 1/8 de finale H. Levy    | 2e tour F. Santoro     | 1/2 finale W. Ferreira              | 1/8 de finale M. Safin |
| 2001  | 1/8 de finale P. Sampras | 3e tour A. Pavel        | 1/2 finale H. Arazi            | 1/8 de finale A. Vinciguerra | 1/8 de finale A. Portas   | —                        | —                      | 1/8 de finale W. Ferreira           | Victoire I. Kafelnikov |
| 2002  | 1er tour F. Santoro      | 3e tour G. Gaudio       | 1/2 finale J. C. Ferrero       | 1/8 de finale T. Haas        | 2e tour T. Robredo        | 1/4 de finale J. Novák   | 1er tour D. Hrbatý     | 1/2 finale A. Agassi                | 1/8 de finale C. Moyà  |
| 2003  | 1/8 de finale A. Roddick | 2e tour M. Fish         | —                              | 1er tour T. Robredo          | 2e tour T. Henman         | 1/8 de finale A. Roddick | 1er tour W. Moodie     | 1/4 de finale Y. El Aynaoui         | 2e tour T. Henman      |
| 2004  | 1/8 de finale G. Coria   | 1/8 de finale N. Kiefer | 2e tour A. Martín              | 2e tour D. Ferrer            | 1er tour M. Safin         | 1er tour G. Carraz       | 1er tour R. Söderling  | —                                   | —                      |
| 2005  | 2e tour D. Ferrer        | 3e tour G. Gaudio       | —                              | 2e tour I. Ljubičić          | 1/8 de finale F. Volandri | 1/8 de finale R. Nadal   | 1er tour N. Davydenko  | 2e tour R. Ginepri                  | 1er tour T. Dent       |
| 2006  | 1/8 de finale R. Nadal   | 3e tour D. Ferrer       | 2e tour B. Balleret            | 1er tour J. Nieminen         | 1/8 de finale J. Acasuso  | 2e tour R. Federer       | 1er tour D. Toursounov | 2e tour A. Roddick                  | 2e tour T. Robredo     |
| 2007  | 1er tour J. Acasuso      | 2e tour R. Gasquet      | —                              | —                            | —                         | 1er tour M. Youzhny      | —                      | —                                   | 1er tour J.-W. Tsonga  |
| 2008  | 1er tour R. Söderling    | 2e tour R. Štěpánek     | 1er tour I. Karlović           | —                            | —                         | —                        | —                      | —                                   | —                      |
| 2009  | —                        | —                       | —                              | —                            | —                         | —                        | —                      | —                                   | 1er tour I. Ljubičić   |

N.B. : sous le résultat se trouve le nom de l’ultime adversaire.

## Classement ATP en fin de saison

### En simple
| Année | 1996 | 1997 | 1998 | 1999 | 2000 | 2001 | 2002 | 2003 | 2004 | 2005 | 2006 | 2007 | 2008 | 2009 | 2010 |
| Rang  | 405  | 141  | 89   | 27   | 19   | 6    | 17   | 10   | 15   | 26   | 28   | 53   | 172  | 678  | 720  |

### En double
| Année | 1996 | 1997 | 1998 | 1999 | 2000 | 2001 | 2002 | 2003 | 2004 | 2005 | 2006 | 2007 | 2008 | 2009 | 2010 |
| Rang  | 1160 | 475  | 530  | 527  | 133  | 114  | 93   | 118  | 69   | 182  | 155  | 95   | 258  | 290  | 443  |

Source : (en) Classements de Sébastien Grosjean sur le site officiel de la Fédération internationale de tennis

## Victoires sur le top 8
| #  | Adversaire          | Rang | Tournoi                      | Année | Surface         | Tour | Score                    |
| -- | ------------------- | ---- | ---------------------------- | ----- | --------------- | ---- | ------------------------ |
| 1  | Carlos Moyà         | no 1 | Masters de Miami             | 1999  | dur             | 1/8  | 3-6, 6-4, 7-6(9)         |
| 2  | Gustavo Kuerten     | no 6 | Masters d'Indian Wells       | 1999  | dur             | 1/4  | 6-4, 6-3                 |
| 3  | Gustavo Kuerten     | no 3 | Tournoi de Stuttgart         | 2000  | terre battue    | 1/8  | 7-6(9), 6-3              |
| 4  | Magnus Norman       | no 4 | Open d'Australie             | 2001  | dur             | 1/8  | 7-6(7), 6-3, 0-6, 6-4    |
| 5  | Marat Safin         | no 2 | World Team Cup               | 2001  | terre battue    | RR   | 7-6(6), 6-3              |
| 6  | Andre Agassi        | no 3 | Roland-Garros                | 2001  | terre battue    | 1/4  | 1-6, 6-1, 6-1, 6-3       |
| 7  | Ievgueni Kafelnikov | no 6 | Masters de Paris             | 2001  | Moquette indoor | F    | 7-6(3), 6-1, 6-7(5), 6-4 |
| 8  | Patrick Rafter      | no 5 | Masters à Sydney             | 2001  | dur indoor      | RR   | 7-6(4), 6-3              |
| 9  | Andre Agassi        | no 3 | Masters à Sydney             | 2001  | dur indoor      | RR   | 6-3, 6-4                 |
| 10 | Ievgueni Kafelnikov | no 6 | Masters à Sydney             | 2001  | dur indoor      | 1/2  | 6-4, 6-2                 |
| 11 | Lleyton Hewitt      | no 1 | Tournoi de tennis du Queen's | 2003  | gazon           | 1/4  | 6-3, 6-4                 |
| 12 | Juan Carlos Ferrero | no 3 | Wimbledon                    | 2003  | gazon           | 1/8  | 6-2, 4-6, 7-6(2), 7-6(3) |